# Rheinstadion
Rheinstadion a fost un stadion multifuncțional din Düsseldorf, Germania. Stadionul a fost construit lângă Rin în 1926, și înainte de a fi demolat în 2002 avea o capacitate de 55.900 de locuri.
El a fost stadionul domestic al clubului Fortuna Düsseldorf între 1953–1970 și 1972–2002. Rheinstadion a fost unul din stadioanele gazdă la Campionatul Mondial de Fotbal 1974 și Euro 1988.
După demolarea sa, Rheinstadion a fost înlocuit de Esprit Arena în 2005.